# Melidectes princeps
El mielero barbilargo o pájaro miel barbudo (Melidectes princeps) es una especie de ave paseriforme de la familia Meliphagidae endémica de Nueva Guinea.

## Descripción
Mide entre 26,5 y 28,8 cm de largo. El plumaje es principalmente negro hollín con una tenue barba blanca que alcanza la curva alar. Tiene el pico largo y delgado y un parche naranja de piel desnuda detrás de los ojos.

## Distribución y hábitat
Es endémico de la isla de Nueva Guinea, y solo vive en el oeste de la cordillera central, en el monte Giluwe, el monte Hagen, la cordillera Kubor, el monte Wilhelm, el monte Michael y en las tierras altas de Kaijende de la provincia de Enga, a 70 km al noroeste del monte Hagen. Su distribución es de unos 19 000 km². Su hábitat son los matorrales, pastizales y bosques húmedos de gran altitud.

## Amenazas y conservación
El mielero barbilargo está clasificado como «vulnerable» en la Lista Roja de la UICN. Anteriormente se pensaba que estaba amenazado por la pérdida de hábitat, ahora se cree que su capacidad para vivir en los bordes de tierras fragmentadas puede significar que está en menos riesgo. El cambio climático sigue siendo una amenaza potencial. Se estimó en el 2000 que quedaban menos de 10 000 individuos maduros.